# 歌八百壮士
《歌八百壮士》又名《中国不会亡》，以及另一版本《中國一定強》，由桂涛声作词、夏之秋譜曲。此为歌颂四行仓库保卫战中英勇的国民革命军战士，以激勵國人抗日士氣的愛國歌曲，經周小燕演唱後傳遍國内各地。在1976年上映的臺灣電影《八百壯士》以《中國一定強》為主題曲。

## 創作經過
1937年，夏之秋經同學介紹認識桂濤聲，數天後桂濤聲將寫上歌詞的紙條交給他，在當時浴血抗戰及出現悲觀的「抗戰必亡論」等交互衝擊背景下，夏之秋內心熱血澎湃為之譜曲，並擔任鋼琴伴奏跟歌唱家周小燕於武漢首唱，翌日武漢《大公报》社論予以讚揚即流傳開來。
1940年，夏之秋有次在重慶指揮合唱《歌八百壯士》，臺下曾參與淞沪会战的張治中將軍聽了至後臺，提議改詞「中國一定強」而得到夏之秋贊同，因此產生《中國不會亡》和《中國一定強》兩種版本。尤其《中國一定強》在抗戰勝利後，中華民國政府列入愛國歌曲曲目傳唱。

## 外部連結
- YouTube上的國防部慶祝建國百年音樂會：《歌八百壯士》，始於2分02秒
- 國防部慶祝抗戰勝利五十週年音樂演唱會專輯：18.中國一定強，存于
- 漢聲廣播電台點選試聽（页面存档备份，存于）